# Bộ Nội vụ (Cuba)
Bộ Nội vụ Cuba (tiếng Tây Ban Nha: Ministerio del Interior de Cuba), viết tắt MININT, là cơ quan chỉ đạo, điều hành, kiểm soát việc thực hiện chính sách của Nhà nước và Chính phủ về an ninh đất nước và trật tự trong nước.

## Lịch sử
Bộ Nội vụ được lập bởi Nghị định 940 ngày 6 tháng 6 năm 1961, thay thế và mở rộng chức năng của Bộ Nội chính (Ministerio de Gobernación), được chính quyền Cách mạng Cuba tiếp nhận từ các chính phủ Cộng hòa trước đó. Tổng thể và cấu trúc tạo thành một phần của Bộ Nội vụ thực hiện các chức năng an ninh công cộng và thiết lập trật tự trong nước.
Theo nghị định số 940 của Hội đồng Bộ trưởng về việc thiết lập Bộ Nội vụ, Ban Thông tin (Departamento de Información, G-2), được đổi tên thành Ban An ninh Quốc gia (Departamento de Seguridad del Estado), trở thành Tổng cục thuộc Bộ Nội vụ, lực lượng Cảnh sát Cách mạng Quốc gia và Cảnh sát Biển, cho đến lúc đó vẫn là một bộ phận của Các Lực lượng Vũ trang Cách mạng.
Nghị định này cũng loại bỏ Cục Điều tra Tư pháp (Dirección de Investigaciones Judiciales) của Bộ Tư pháp, các chức năng đã được chuyển giao cho Bộ Nội vụ.
Trước đó từ căn cứ địa cách mạng Sierra Maestra, các trụ cột bảo vệ cuộc Cách mạng trong tương lai bắt đầu được thành lập: Lực lượng Khởi nghĩa (Ejército Rebelde) sau này là Lực lượng Vũ trang Cách mạng; Cảnh sát Cách mạng Quốc gia và Ban An ninh Nhà nước, có nền tảng trong Cơ quan Tình báo Khởi nghĩa (Servicio de Inteligencia Rebelde, SIR); Ban Tình báo Lực lượng Khởi nghĩa (Departamento de Inteligencia del Ejército Rebelde, DIER) và Cảnh sát Khởi nghĩa.
Ngay từ giai đoạn đấu tranh khởi nghĩa, một số nỗ lực thâm nhập vào Cơ quan Tình báo Trung ương Hoa Kỳ (CIA), và các cơ quan tình báo của chế độ Batista, cũng như các kế hoạch phối hợp của một số thành phần khác nhằm ám sát Fidel Castro, đã bị lực lượng bảo vệ đó ngăn cản, bảo vệ, hỗ trợ vững chắc ngay từ đầu với sự ủng hộ và cộng tác từ nhân dân.
Trong những năm tiếp theo và dần dần, Bộ Nội vụ tiếp tục kiện toàn cơ cấu tổ chức của mình thông qua việc thành lập hoặc sát nhập các đơn vị khác như: an ninh quốc gia (G2), hệ thống nhà tù, Lực lượng Biên phòng, Lực lượng Phòng cháy và Kiểm lâm, Hướng dẫn động vật nghiệp vụ, Lữ đoàn Đặc công Quốc gia và các đơn vị khác phù hợp với nhu cầu tác chiến và hoàn thành các nhiệm vụ thiết yếu của Bộ.
Năm 1989, Thượng tướng Abelardo Colomé Ibarra được bổ nhiệm làm Bộ trưởng Bộ Nội vụ, chức vụ mà ông giữ cho đến ngày 26 tháng 10 năm 2015 sau khi ông viết thư gửi Chủ tịch Raúl Castro, Hội đồng Nhà nước chấp nhận việc ông được miễn nhiệm chức vụ Bộ trưởng Bộ Nội vụ và ủy viên Hội đồng Nhà nước. Trung tướng Carlos Fernández Gondín được bổ nhiệm vào chức vụ này. Fernández qua đời vào tháng 1 năm 2017, khi đang đương nhiệm.
Sau đó, Phó đô đốc Julio César Gandarilla Bermejo được bổ nhiệm vào chức vụ này, vốn xuất thân từ Bộ Lực lượng vũ trang cách mạng và có thời gian dài đứng đầu cơ quan phản gián của quân đội.

## Cơ cấu
Bộ Nội vụ là một Cơ quan quản lý nhà nước ở Trung ương (Órgano de la Administración Central del Estado, OACE), có nhiệm vụ cơ bản là bảo vệ an ninh nhà nước và trật tự công cộng, là cơ quan liên kết hài hòa giữa việc đối đầu với các hoạt động tội phạm và phản cách mạng với việc ngăn chặn các hành động này, áp dụng linh hoạt các quy trình đào tạo, dự phòng và phòng ngừa.
Bộ phát triển hoạt động của mình theo hai lĩnh vực cơ bản khác nhau: 
- Tội phạm phổ biến, những hành vi chống đối xã hội; những âm mưu thâm độc của các nước đế quốc và hoạt động phản cách mạng trong nội bộ do kẻ thù cổ vũ, bao cấp và tổ chức.
- Hình thành quyền công dân, thông qua công tác phòng ngừa, phân biệt và giáo dục, các thói quen hành vi phù hợp hơn với việc thực hiện tính pháp lý xã hội chủ nghĩa, được phát triển trong phạm vi hàng triệu người ở mọi nguồn gốc, lứa tuổi, tín ngưỡng tôn giáo và nghề nghiệp, các thành viên của những người làm việc mà hoạt động của MININT bảo vệ chống lại hành động của những kẻ phạm tội.

Một số cơ quan của Bộ bao gồm:
- Cảnh sát Cách mạng Quốc gia (Policía Nacional Revolucionaria, PNR thành lập vào ngày 5/1/1959)
- Cục điều tra kỹ thuật (Dirección Técnica de Investigaciones, DTI)
- Ban An ninh Nhà nước (Departamento de Seguridad del Estado, DSE)
- Cục Giao thông (Dirección de Tránsito)
- Cục Lực lượng biên phòng (Dirección de Tropas Guardafronteras, TGF), thành lập năm 1963
- Đội Cứu hỏa Cuba (Cuerpo de Bomberos de Cuba), có lẽ là cơ quan lâu đời nhất của MININT, vì đã tồn tại từ thời thuộc địa Cuba
- Cục An ninh Bảo mật (Dirección de Seguridad Personal)
- Cục Điều tra hình sự và nghiệp vụ (Dirección de Investigación Criminal y Operaciones, DICO)
- Cục Tổ chức trại giam (Dirección de Establecimientos Penitenciarios)
- Cục Chăm sóc vị thành niên (Dirección de Atención a Menores)
- Cục Nhận dạng, Nhập cư và Người nước ngoài (Dirección de Identificación, Inmigración y Extranjería)

Đối với Ban An ninh Nhà nước (DSE), được thành lập ngày 26/3/1959. Dưới cái tên phổ biến của "DSE" hoặc "G-2", cơ cấu tình báo và phản gián đảm bảo cho việc bảo vệ quốc gia, với sự giúp đỡ của toàn dân.
Tương tự, tại mỗi tỉnh của Cuba, Bộ Nội vụ có một Sở đại diện.
Đối với việc đào tạo cán bộ, MININT có Viện Cao học Eliseo Reyes Rodríguez, Đại úy San Luis, nằm ở Havana, có các khoa ở các tỉnh khác trong nội địa của đất nước.

## Danh sách Bộ trưởng
- Ủy viên Bộ Chính trị
- Ủy viên Ban Bí thư
- Ủy viên Trung ương Đảng

| STT | Tên                                        | Quân hàm | Quân hàm          | Chức vụ kiêm nhiệm | Chức vụ kiêm nhiệm                                 | Nhiệm kỳ | Nhiệm kỳ  | Chức vụ sau | Ghi chú                    |
| STT | Tên                                        | Quân hàm | Quân hàm          | Chức vụ kiêm nhiệm | Chức vụ kiêm nhiệm                                 | Bổ nhiệm | Bãi nhiệm | Chức vụ sau | Ghi chú                    |
| --- | ------------------------------------------ | -------- | ----------------- | ------------------ | -------------------------------------------------- | -------- | --------- | --- | -------------------------- |
| 1   | Ramiro Valdés Menéndez (1932-)             |          | Tư lệnh Cách mạng |                    | Bộ trưởng Bộ Nội vụ                                | 1961     | 1968      | Thứ trưởng thứ nhất Bộ các Lực lượng vũ trang cách mạng (1968-1979) Phó Chủ tịch Hội đồng Nhà nước (1976-1986, 2009-2019) Ủy viên Hội đồng Nhà nước (1986-2009) Phó Chủ tịch Hội đồng Bộ trưởng (2009-2019) Phó Thủ tướng (2019-nay) |                            |
| 2   | Sergio del Valle Jiménez (1927-2010)       |          | Trung tướng       |                    | Ủy viên Hội đồng Nhà nước Bộ trưởng Bộ Nội vụ      | 1968     | 1979      | Bộ trưởng Bộ Y tế (1979-1993) |                            |
| 1   | Ramiro Valdés Menéndez (1932-)             |          | Tư lệnh Cách mạng |                    | Phó Chủ tịch Hội đồng Nhà nước Bộ trưởng Bộ Nội vụ | 1979     | 1985      | Phó Chủ tịch Hội đồng Nhà nước (1976-1986, 2009-2019) Ủy viên Hội đồng Nhà nước (1986-2009) Phó Chủ tịch Hội đồng Bộ trưởng (2009-2019) Phó Thủ tướng (2019-nay)                                                                     |                            |
| 3   | José Abrantes Fernández (1933-1991)        |          | Trung tướng       |                    | Bộ trưởng Bộ Nội vụ                                | 1985     | 6/1989    | | Miễn nhiệm toàn bộ chức vụ |
| 4   | Abelardo Colomé Ibarra (1939-)             |          | Thượng tướng      |                    | Phó Chủ tịch Hội đồng Nhà nước Bộ trưởng Bộ Nội vụ | 6/1989   | 10/2015   | Phó Chủ tịch Hội đồng Nhà nước (1993-2013) Ủy viên Hội đồng Nhà nước (2013-2018) | Từ chức                    |
| 5   | Carlos Fernández Gondín (1938-2017)        |          | Trung tướng       |                    | Bộ trưởng Bộ Nội vụ                                | 6/2015   | 1/2017    | | Mất khi đang tại nhiệm     |
| 6   | Julio César Gandarilla Bermejo (1943–2020) |          | Phó đô đốc        |                    | Bộ trưởng Bộ Nội vụ                                | 1/2017   | 11/2020   | | Mất khi đang tại nhiệm     |
| 7   | Lázaro Alberto Álvarez Casas (1963-)       |          | Trung tướng       |                    | Bộ trưởng Bộ Nội vụ                                | 11/2020  | nay       | Ủy viên bộ chính trị Đảng cộng sản Cuba |                            |

## Trụ sở chính
Trụ sở chính của Bộ Nội vụ đã được đặt tại các tòa nhà sau đây ở thủ đô La Habana
- Tu viện cũ Bélen, Phố Compostela, Havana cũ (1961-1964)
- Tòa nhà Retiro Odontológico, 21-23 Phố L, Vedado (1964-1967)
- Tòa nhà Tòa án Thuế thuộc Bộ Tư pháp, Quảng trường Cách mạng; đây là trụ sở của Tư lệnh Ernesto "Che" Guevara, khi ông giữ chức Bộ trưởng Bộ Công nghiệp, có trụ sở chính được đặt tại tòa nhà này từ năm 1961-1967, được bảo tồn như một trong những di tích quý giá nhất của ông. Đổi tên thành Tòa nhà Bộ Nội vụ (1967-nay)

## Thành tích
Với vai trò là cơ quan chống phản gián và an ninh, bộ Nội vụ đã thực hiện thành công các chiến công sau:
- Ngày 8/8/1959, lực lượng an ninh Cuba tại Pinar del Río bắt giữ 14 cá nhân thuộc La Rosa Blanca (Hoa hồng trắng, tổ chức khủng bố do người Cuba lưu vong tại Mỹ thành lập) đã tham gia vào kế hoạch lật đổ chính quyền cách mạng tại nhiểu tỉnh, theo sự thảo thuận với người Mỹ và Dominican.
- Ngày 13/8/1959, đập tan âm mưu Trujillo Conspiracy, âm mưu quân sự lật đổ chính quyền cách mạng do nhà độc tài Dominica Rafael Leónidas Trujillo tổ chức, với sự ủng hộ của phe phản cách mạng người Cuba trong và ngoài Cuba.